# Faktitiv
Als Faktitiv[um] wird in der Sprachwissenschaft – in Deutschland etwa seit Beginn des 19. Jahrhunderts – ein Verb oder (in der von Charles J. Fillmore begründeten Kasusgrammatik) ein Tiefenkasus des Bewirkens bezeichnet.
Das faktitive Verb unterscheidet sich in einigen Definitionen vom kausativen Verb dadurch, dass es die unmittelbare Herbeiführung eines im Verbstamm bezeichneten Zustands ausdrückt (z. B. „schwärzen“), während das kausative Verb ganz allgemein ein Veranlassen desselben Zustandes bedeutet; die Faktitiva sind dann eine Unterklasse der Kausativa (siehe dort für nähere Angaben zur Bildung im Deutschen).
In Charles Fillmores Kasusgrammatik wird die Bezeichnung Faktitiv benutzt, um die semantische Rolle von Objekten zu bezeichnen, die durch ein Ereignis erzeugt werden (auch: effizierte Objekte), z. B. „das Gedicht“ in dem Satz „Ich schrieb ein Gedicht“.
Die Bezeichnung ist zu unterscheiden vom Begriff faktiv, zu dem kein inhaltlicher Zusammenhang besteht.